# Домінік Шасар
Домінік Жан Ноель Шасар (фр. Dominique Chassard, 29 грудня 1941, Реймс, Франція) — французький дипломат. Надзвичайний і Повноважний Посол Франції у Києві (Україна) (1995-1997).

## Біографія
Народився 29 грудня 1941 року в місті Реймс. Отримав бакалавра мистецтв (німецька мова) та права Інституту політичних досліджень, навчався в Національній Школі Адміністрації, акція «Турго», 1968 р.
У 1966—1968 рр. — працював у Національній Школі Адміністрації
У 1968—1971 рр. — другий секретар Посольства Франції у Варшаві
У 1971—1972 рр. — в центральному управлінні (Господарсько-фінансові справи)
У 1972—1976 рр. — перший секретар Посольства Франції у Гаазі
У 1976—1978 рр. — радник посольства, керівник культурно-наукової та технічної служби в СРСР.
У 1978—1982 рр. — другий радник Посольства Франції у Бонні
У 1982—1985 рр. — в центральному управлінні (Європа), делегат на посадах заступника директора.
У 1985—1989 рр. — перший радник Посольства Франції у Лондоні
У 1989—1995 рр. — Радник-посланник Посольства Франції у Бонні
У 1995—1997 рр. — Надзвичайний і Повноважний Посол Франції у Києві (Україна)
У 1997—1999 рр. — у центральному управлінні (європейські та економічні питання), директор департаменту континентальної Європи МЗС Франції
У 1999—2001 рр. — Надзвичайний і Повноважний Посол в Софії (Болгарія)
З 2002 року — у центральній адміністрації (з питань політики та безпеки), спеціальний радник Генерального директора.

## Нагороди та відзнаки
- Кавалер національного ордена «За заслуги», 07.05.1981
- Офіцер національного ордена «За заслуги», 23 грудня 1989 року
- Кавалер ордена Почесного легіону, 13 липня 1994 року